# Katedralen i Málaga
Katedralen i Malaga (spanska: Catedral de Málaga) är en romersk-katolsk katedral i Málaga i Andalusien, i det sydligaste Spanien, uppförd i renässans-stil. Den ligger i ett område som tidigare avgränsades av en del av en medeltida stadsmur som nu saknas, rester av den stadsmur som omger det närliggende Alcazaba samt fästningsanläggningen Gibralfaro. Katedralen uppfördes under perioden från 1528 till 1782 enligt ritningar gjorda av Diego de Siloe. Kyrkans interiör är också gjord i renässans-stil.